# 韓孝周
韓孝周（： Han Hyo Joo，1987年2月22日—），曾誤譯為韓孝珠，韓國女演員。

## 演藝經歷
2003年，獲得MTM模特兒選拔大賽第二名以及第9屆Binggrae小姐（微笑小姐）大賽第一名，因為營養治愈系的微笑被稱為「微笑天使」。2005年，首次參演電視劇《Nonstop 5》；同年並參與賣座電影《頭師父一體》的第2部曲《野蠻師生2》的女學生一角。
2006年，因主演尹錫湖導演的「四季戀曲」系列的最後一部《春日華爾滋》一劇而開始為人所認識，也憑藉電影《非常特別的客人》獲得第26屆韓國電影評論家協會獎最佳新人女演员奨。
2007年，所演出的日日劇《比天高比地厚》收視成績為同時段日日劇第一，收視率超過30%。同年，《非常特別的客人》受邀參加第57屆柏林國際電影節，然而她卻由於KBS1TV的日日劇《比天高比地厚》的拍摄而不能参加，她謙虛地表示說“被邀請不是因爲我做的好，雖然自己盡了最大的努力，但是因为全體工作人員一起努力才有好的结果”，“電影裏面我没有多少台詞，受到電影節的邀請，感覺像吃了免費午餐所以有點不好意思。”之後憑藉同一部作品在新加坡國際電影節拿到了最佳女主角獎，其後又演繹了電影《跑吧自行車》。
2008年，演出SBS電視台《一枝梅》首次嘗試古裝扮相，與李準基搭擋，該劇收視最高31%，並於年底獲得SBS演技大賞最佳女新人獎；同年，她和韓國人氣組合JYJ成員金在中共同拍攝日韓合作電影《天國的郵遞員》，該電影由《對不起，我愛你》導演李亨民和日本電視劇作家北川悅吏子共同合作。
2009年，與李昇基搭擋出演《燦爛的遺產》，締造47.1%的超高收視率，此劇的走紅也使她人氣暴漲，獲得了「印象女」、「完售女」的新稱號，且於年底獲得SBS演技大赏特别企划部门女子优秀演技奖；2009年10月，韓孝周簽入了李秉憲所屬經紀公司BH Entertainment。同年她还搭档金东昱出演了音乐电视剧《Soul Special》，並亲自演唱OST《突然的眼泪》。

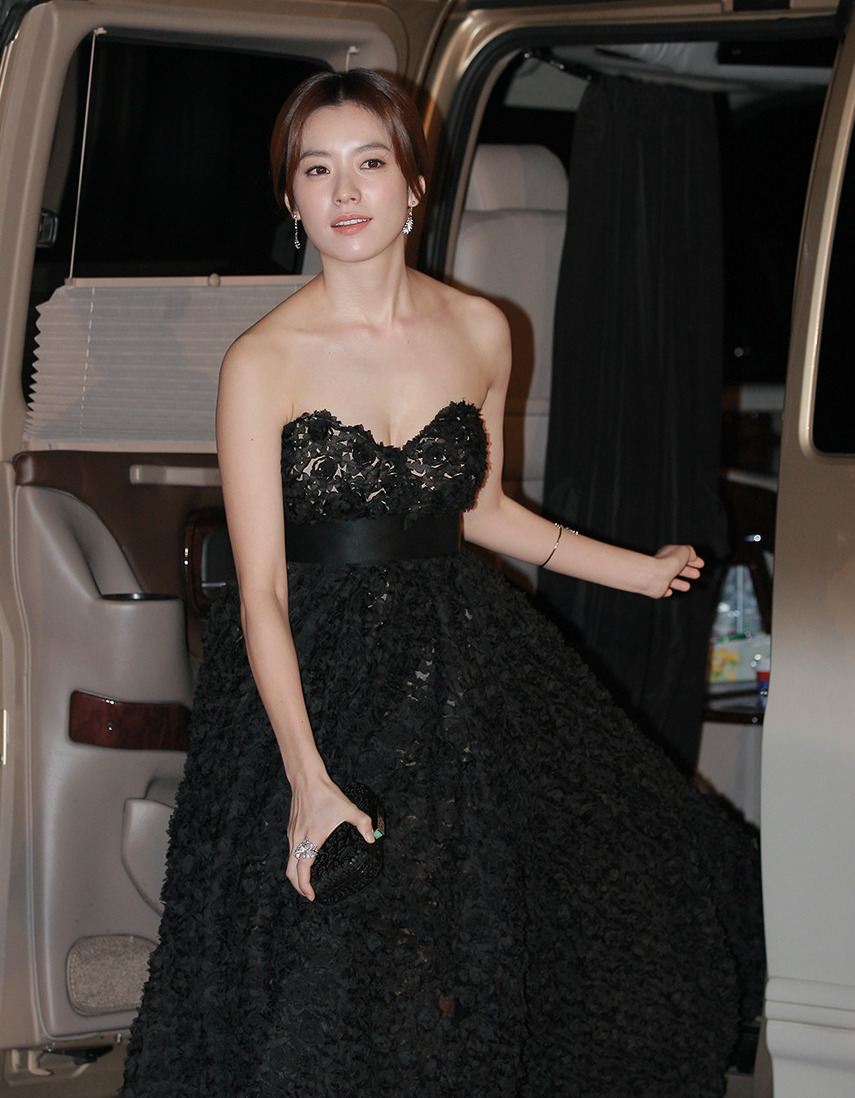
2013年11月22日於第34屆青龍電影獎紅毯

2010年，主演《同伊》，並和前輩池珍熙合作，為此學習了韓國傳統舞蹈與音樂。該劇收視率最高33.1%，並憑此與金南珠並列MBC演技大賞之大賞得主，以24歲的年齡成為該獎項歷年來最年輕得獎者。
2011年，憑藉《同伊》拿下第47屆百想藝術大賞電視部門最佳女主角獎。首次出演商業電影，和蘇志燮合作的電影《看不見的愛》被選為2011年釜山國際影展的開幕片，影展電影預售票創下7秒完售的記錄。同年3月26日，為了感謝粉絲舉辦25歲生日會「韓孝周的2:22」，也是首次她在韓國個人的粉絲見面會，韓孝周以一日電台DJ的形象親自擔任活動的主持人，也邀請演員李光洙作為嘉賓，另外演員李昇基、裴秀彬、李素妍、池珍熙、朴河宣和文彩元也紛紛寫下FM祝福信，並由韓孝周親自唸出來。
2012年，韓孝周連續接下了三部電影，與李炳憲、柳承龍合作古裝電影《光海，成為王的男人》演繹強韌的王妃角色，該片在韓觀影人數超過1000萬人次；與高洙合作一部互相治癒彼此悲痛與傷口的感人電影《創可貼》，在此之前的作品韓孝周一直給人的印象是即便身處逆境也會振作起全身精神、清新堅韌的女子，而這次變身為大大咧咧、敢愛敢恨的女人；其後與薛耿求、鄭雨盛聯袂主演犯罪類型動作片《監諜任務》，首次挑戰商業類型片，飾演記憶力超群、觀察細緻入微的員警。
2013年，憑藉《創可貼》入圍了第49屆百想藝術大賞電影部門最佳女主角獎。7月，其主演的《監諜任務》在韩觀影人數突破550萬人次，受邀参加第38届多倫多國際電影節主展映單元以及夏威夷國際電影節，並以此獲得第22届釜日電影獎及第34屆青龍電影獎最佳女主角。
2014年，拍攝日本電影《Miracle愛情》，飾演韓國有名的國際燈光師，預計暑期在日本上映。首部寫真集也將推出於日本。另外與高洙拍攝短篇電影《妙香山館》，飾演北韓的服務生，講述北韓服務生和南韓畫家在餐館的故事，預計將在法國坎城影展上映。同年，韓孝周再次憑藉《監諜任務》入圍第8屆亞洲電影大獎最佳女主角獎。
2015年，憑藉電影《愛上變身情人》獲得第36屆青龍電影獎最佳女主角提名，該部電影在韓影觀影人數突破200萬人次。忠武路有關人士認為，在最為重要的愛情題材中能將正統愛情片完美演繹的女演員越來越少，而韓孝周在電影中向觀眾們展現了印象深刻的演技，可以說增加了能夠完美消化愛情片的女演員名額。

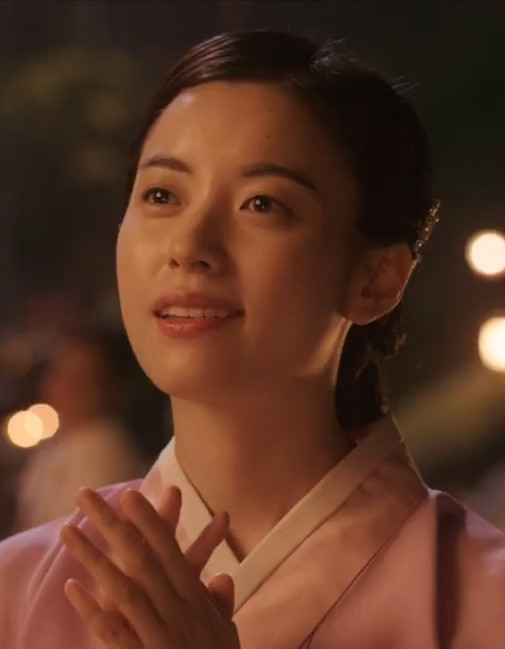
2016年，韓孝周拍攝電影《解語花》

2016年，憑藉領銜主演的電影《解語花》獲得第21屆釜山電影節 Marie Claire亞洲之星大獎的Asia Star獎。雖然該電影作為商業電影票房失利，卻留下了令人深刻的演技，韓國媒體更是評論道:「《解語花》的演技將在韓孝周的所有作品裡留下濃墨重彩的一筆」。4月，作為綜藝《兩天一夜》歷史上首次單獨個人出演該節目全集的女嘉賓，其放送3週皆為同時段第一，她展現親和力的形象，也與成員們結下美好的緣分。7月，她主演MBC電視劇《W－兩個世界》，飾演能進入漫畫世界的住院醫師吳妍珠。
2017年，韓孝周拍攝兩部電影，分別於《宅配男逃亡曲》特邀演出，飾演交通廣播電台播報員；以及於《人狼》擔任女主角，飾演反對統一的武裝恐怖組織Sect中的一員，負責呈現電影中“黑暗”的部分。《人狼》由韓國知名導演金知雲執導、華納兄弟投資發行，自2017年8月開拍，至2018年3月殺青，拍攝時間長達7個月之久，製作費超過100億韓元，為2018年備受矚目的電影之一。同年6月17日，履行了與粉絲們的約定，韓孝周於韓國首爾舉辦紀念出道13年之粉絲見面會「你好？好久不見(孝周年)」，此為繼2011年「韓孝周的2:22」後，時隔六年再次舉辦的粉絲見面會，更顯意義深厚。
2018年透過試鏡獲選美劇《絆腳石》第一季之主要角色，飾演出身自北韓的特務，並為此遠赴匈牙利的布達佩斯進行拍攝。《絆腳石》為電影《神鬼認證》系列衍生劇，2019年10月15日於USA Network首播，並由Amazon Prime取得全球版權，2020年1月10日上架全季。韓孝周的角色兼具溫柔母親、鋼琴老師，與冷酷殺人武器等多元面向，除一償多年來盼望演出動作片的心願，更隨著角色的豐富度，使韓孝周於首部好萊塢作品即向歐美觀眾呈現多層次情感轉換之細膩演技。
2019年除了拍攝美劇，韓孝周同時也參演日本電影《太陽不會動》，飾演國籍不明、行事神秘且富有心機的商業女間諜，在電影中展現流利的日語和英語能力，更打破過往清純、正直的螢幕形象，挑戰出道以來不曾嘗試過的蛇蠍女角色。本片因Covid-19之故而延至2021年3月5日始於日本上映，韓孝周雖僅飾演配角，仍因表現出色而廣受觀眾好評。
2021年5月，由於《Moving 異能》製作期延長，韓孝周接演安吉镐執導之末日驚悚劇《Happiness/毒樓/幸福》，於劇中飾演警察特攻隊菁英，提前回歸小螢幕。
2021年9月，韓孝周進組拍攝《Moving 異能》，此為網漫《Moving》改編之電視劇，由原作姜草親自擔任編劇。韓孝周飾演需於二十多歲菁英特務與四十多歲母親之間來回演繹的角色，展現年齡跨度與多重面貌的演技。

## 影視作品

### 電視劇
| 年度   | 電視台  | 劇名                    | 角色      | 備註           |
| 2005年 | MBC     | 《Nonstop 5》           | 韓孝周    |                |
| 2006年 | KBS     | 《春日華爾滋》          | 徐恩瑩    |                |
| 2007年 | KBS     | 《比天高比地厚》        | 石智秀    |                |
| 2008年 | SBS     | 《一枝梅》              | 卞恩彩    |                |
| 2009年 | SBS     | 《燦爛的遺產》          | 高恩星    |                |
| 2009年 | KBS N   | 《Soul Special》        | 陳美雅    | 電視音樂劇     |
| 2010年 | MBC     | 《同伊》                | 崔同伊    |                |
| 2016年 | MBC     | 《W－兩個世界》         | 吳妍珠    |                |
| 2019年 | USA     | 《絆腳石》              | Soyun Pak | 美國電視影集   |
| 2021年 | Netflix | 《Dramaworld S2》       |           | 客串演出(EP06) |
| 2021年 | tvN     | 《Happiness/毒樓/幸福》 | 尹新春    |                |
| 2023年 | Disney+ | 《Moving 異能》         | 李美賢    |                |
| 2024年 | Disney+ | 《支配物種》            | 尹自由    |                |
| 2025年 | Netflix | 《浪漫匿名者》          | Hana      | 日劇           |

### 電影
| 年度   | 片名                      | 角色         | 備註     |
| 2006年 | 《野蠻師生2》             | 劉美靜       |          |
| 2006年 | 《非常特別的客人》        | 李寶靜       |          |
| 2008年 | 《最熟悉的陌生人》        | 公車站的女子 | 特別演出 |
| 2008年 | 《奔跑吧，自行車》        | 林夏亭       |          |
| 2009年 | 《天國的郵遞員》          | 趙漢娜       |          |
| 2011年 | 《看不見的愛》            | 何靜華       |          |
| 2012年 | 《雙面君王》              | 廢妃柳氏     |          |
| 2012年 | 《愛情OK繃》              | 高美秀       |          |
| 2013年 | 《監諜任務》              | 河允珠       |          |
| 2014年 | 《戀愛魔法》              | 太素妍       | 日本電影 |
| 2014年 | 《妙香山館》              | 吳英蘭       | 藝術短片 |
| 2015年 | 《C'est Si Bon/如此美好》 | 閔子英       |          |
| 2015年 | 《愛上變身情人》          | 洪怡秀       |          |
| 2016年 | 《解語花》                | 鄭昭瑮       |          |
| 2018年 | 《宅配男逃亡曲》          | 全善英       | 特別演出 |
| 2018年 | 《人狼》                  | 李允熙       |          |
| 2020年 | 《太陽不會動》            | 彩子         | 日本電影 |
| 2022年 | 《海賊：鬼怪的旗幟》      | 海浪         |          |
| 2022年 | 《20世紀少女》            | 成年寶拉     | 特別演出 |
| 2023年 | 《信徒2》                 | 大刀         |          |

### MV
| 年份   | 演唱者            | 曲名                                  | 備註                          |
| 2004年 | Simply Sunday     | 《我愛你》                            |                               |
| 2005年 | Epik High         | 《Paris》                             | 與Tablo                       |
| 2005年 | Position          | 《只要世上有你》                      | 與李莞                        |
| 2006年 | 權真媛            | 《Tree》                              |                               |
| 2006年 | U                 | 《Farewell is...》                    |                               |
| 2009年 | As One            | 《分手吧》                            |                               |
| 2009年 | 李宇尚            | 《男人都是一樣的》                    |                               |
| 2009年 | K.Will            | 《無法說愛你》 （页面存档备份，存于） | 《Soul Special》OST，與金東昱 |
| 2009年 | 韓孝周            | 《突然的眼淚》 （页面存档备份，存于） | 《Soul Special》OST，與金東昱 |
| 2009年 | Rumble Fish       | 《真的不是你》                        | 《Soul Special》OST，與金東昱 |
| 2010年 | Daybreak          | 《Popcorn》                           |                               |
| 2010年 | 韓孝周 & No Reply | 《Don't You Know》                    | 2010GMF音樂節                 |
| 2012年 | 孝琳              | 《我比誰都愛你》                      | 與李帝勳                      |
| 2012年 | 韓孝周            | 《I Love You》                        | 與Sweet Sorrow                |
| 2012年 | 韓孝周            | 《Hide and Seek》                     | 與Broccoli, You Too?          |

## 音樂作品

### 原聲帶
| 年份   | 曲名                       | 作品                       |
| ------ | -------------------------- | -------------------------- |
| 2004年 | 第一次                     | 電視劇《Nonstop 5》        |
| 2008年 | 奔跑吧，自行車             | 電影《奔跑吧，自行車》     |
| 2009年 | 突然的眼淚                 | 電視音樂劇《Soul Special》 |
| 2015年 | 現在決定忘記               | 電影《如此美好》           |
| 2015年 | 我和你送給大家的（與鄭宇） | 電影《如此美好》           |
| 2016年 | 愛情，謊言                 | 電影《解語花》             |

### 單曲
| 年份   | 曲名              | 備註                                                              |
| ------ | ----------------- | ----------------------------------------------------------------- |
| 2007年 | 韓孝周之歌        | 綜藝節目《Every 1》中獻唱                                         |
| 2007年 | 遇見她的前100M處  | 《人氣歌謠》開場與金希澈合唱                                      |
| 2009年 | My Name Is Hyojoo | 0805 SBS《深夜TV演藝》中現場演唱（翻唱自Yozoh的My Name Is Yozoh） |
| 2010年 | 你                | NX100（Samsung數位相機）廣告歌與Brown Eyed Soul合唱               |
| 2010年 | Don't You Know    | with No Reply（2010GMF音樂節）                                    |
| 2010年 | You're My Sweater | 韓孝周自創歌曲，於《柳熙烈的寫生簿》中演唱                        |
| 2011年 | Oh!首爾           | 與MY-Q合唱                                                        |
| 2011年 | 早上八點          | 與MY-Q合唱                                                        |
| 2012年 | 戀愛時代          | 參與李昇基5輯專輯中，擔當此首旁白                                 |
| 2012年 | Hide and Seek     | 與Broccoli, You Too?                                              |

## 其他作品

### 主持
| 日期                          | 電視節目                                 | 備註           |
| ----------------------------- | ---------------------------------------- | -------------- |
| 2005年11月20日- 2006年3月19日 | SBS《人氣歌謠》                          | 與Andy（神話） |
| 2016年10月6日                 | 第21屆釜山國際電影節（BIFF）開幕式主持人 | 與薛景求       |

## 形象宣傳大使
| 年份   | 項目                                                   | 合作藝人       |
| ------ | ------------------------------------------------------ | -------------- |
| 2007年 | 忠北教育廳宣傳大使                                     |                |
| 2007年 | 韓國空軍宣傳大使                                       |                |
| 2008年 | 大韓航空 Star In The City XTM 形象大使                 |                |
| 2009年 | SBS 希望TV Hungry Walking Fest飢餓體驗步行活動宣傳大使 |                |
| 2009年 | 韓國空軍宣傳大使                                       |                |
| 2010年 | G20首爾高峰會形象大使                                  | 朴智星、金妍兒 |
| 2010年 | 2010年韩國人口住宅统計宣傳大使                         |                |
| 2010年 | 秋天音樂節「Grant Mint Festival 2010」宣傳大使         |                |
| 2010年 | Designkorea2010（2010韩国設計周）宣傳大使              |                |
| 2011年 | 第45屆納稅祝日宣傳大使（獲模範納稅人獎）               | 黃晸珉         |
| 2011年 | UN NetsGo宣傳大使                                      |                |
| 2011年 | Barrier-Free電影節宣傳大使                             |                |
| 2014年 | 仁川亞洲残疾人運動會大使                               |                |

## 獎項
| 年份   | 頒獎典禮                    | 獎項                        | 作品             | 結果 |
| 2006年 | 第26屆韓國電影評論家協會獎  | 最佳新人女演員              | 非常特别的客人   | 獲獎 |
| 2007年 | 第20屆新加坡國際電影節      | 最佳女主角獎                | 非常特别的客人   | 獲獎 |
| 2007年 | 第24屆最佳著裝典禮          | 最佳著裝獎                  | 比天高比地厚     | 獲獎 |
| 2007年 | KBS演技大賞                 | 最佳人氣獎                  | 比天高比地厚     | 獲獎 |
| 2007年 | KBS演技大賞                 | 最佳情侶獎（與朴海鎮）      | 比天高比地厚     | 獲獎 |
| 2008年 | SBS演技大賞                 | 新人獎                      | 一枝梅           | 獲獎 |
| 2009年 | 第4屆安德烈金最佳明星獎     | 最佳明星獎                  | 燦爛的遺產       | 獲獎 |
| 2009年 | Mnet 20's Choice            | 最受歡迎電視劇女演員        | 燦爛的遺產       | 獲獎 |
| 2009年 | SBS演技大賞                 | 十大明星獎                  | 燦爛的遺產       | 獲獎 |
| 2009年 | SBS演技大賞                 | 最佳情侶獎（與李昇基）      | 燦爛的遺產       | 獲獎 |
| 2009年 | SBS演技大賞                 | 特別企劃部門女子優秀演技獎  | 燦爛的遺產       | 獲獎 |
| 2010年 | 第46屆百想藝術大賞          | 電視部門女子最優秀演技賞    | 燦爛的遺產       | 提名 |
| 2010年 | 第5屆首爾國際電視節         | 最佳韓流女演員獎            | 燦爛的遺產、同伊 | 獲獎 |
| 2010年 | 第3屆韓國電視劇節           | 最佳女主角獎                | 同伊             | 獲獎 |
| 2010年 | MBC演技大賞                 | 大賞                        | 同伊             | 獲獎 |
| 2010年 | MBC演技大賞                 | 最佳女子人氣獎              | 同伊             | 獲獎 |
| 2011年 | 香港有線電視有線頒獎禮      | 最佳女主角獎                | 同伊             | 獲獎 |
| 2011年 | 香港有線電視有線頒獎禮      | 最佳人氣獎                  | 同伊             | 獲獎 |
| 2011年 | 第47屆百想藝術大賞          | 電視部門女子最優秀演技賞    | 同伊             | 獲獎 |
| 2012年 | 華娛衛視亞洲十大紅人盛典    | 亞洲十大紅人獎              | 同伊             | 獲獎 |
| 2013年 | 第49屆百想藝術大賞          | 電影部門女子最優秀演技獎    | 愛情OK繃         | 提名 |
| 2013年 | 第22屆釜日電影賞            | 最佳女主角獎                | 監諜任務         | 獲獎 |
| 2013年 | 第34屆青龍電影獎            | 最佳女主角獎                | 監諜任務         | 獲獎 |
| 2013年 | 第33屆韓國電影評論家協會獎  | 最佳女主角獎                | 監諜任務         | 提名 |
| 2014年 | 第8屆亞洲電影大獎           | 最佳女主角獎                | 監諜任務         | 提名 |
| 2015年 | 韓國電影演員協會            | 年度Top star獎              | 愛上變身情人     | 獲獎 |
| 2015年 | 第52屆大鐘電影獎            | 最佳女主角獎                | 愛上變身情人     | 提名 |
| 2015年 | 第36屆青龍電影獎            | 最佳女主角獎                | 愛上變身情人     | 提名 |
| 2016年 | 第52屆百想藝術大賞          | 電影部門女子最優秀演技獎    | 愛上變身情人     | 提名 |
| 2016年 | 第25屆釜日電影賞            | 最佳女主角獎                | 愛上變身情人     | 提名 |
| 2016年 | 第21屆BIFF Asia Star Awards | Asia Star獎                 | 解語花           | 獲獎 |
| 2016年 | 第5屆APAN Star Awards       | 中篇電視劇 女子最優秀演技賞 | W                | 獲獎 |
| 2016年 | MBC演技大賞                 | 最佳情侶賞（與李鍾碩）      | W                | 獲獎 |
| 2016年 | MBC演技大賞                 | 迷你劇部門女子最優秀演技賞  | W                | 獲獎 |
| 2016年 | MBC演技大賞                 | 大賞                        | W                | 提名 |
| 2022年 | 第1屆青龍系列大獎           | 女主角獎                    | Happiness        | 提名 |
| 2022年 | 第1屆青龍系列大獎           | 人氣獎                      | Happiness        | 獲獎 |
| 2023年 | 第59屆大鐘獎電影節          | 戲劇類 最佳女演員           | Moving 異能      | 獲獎 |
| 2024年 | 第3屆青龍系列大獎           | 電視劇部門 女主角獎         | Moving 異能      | 提名 |

## 外部連結
- 韓孝周的Instagram帳戶
- 韓孝周的Facebook專頁
- 韓孝周在NAVER上的资料
- 韓孝周在Daum上的资料
- 韓孝周在互联网电影资料库（IMDb）上的資料（英文）